# Dallas Willard
Dallas Albert Willard (4 de setembro de 1935 - 8 de maio de 2013) foi um filósofo americano também conhecido por seus escritos sobre formação espiritual cristã. Grande parte de seu trabalho em filosofia estava relacionada à fenomenologia, particularmente ao trabalho de Edmund Husserl, muitos dos quais ele traduziu para o inglês pela primeira vez. Ele foi professor de filosofia na Universidade do Sul da Califórnia em Los Angeles, ensinando na escola de 1965 até sua morte em 2013 e servindo como presidente do departamento de 1982 a 1985.

## Livros
- The Spirit of the Disciplines: Understanding How God Changes Lives (1988). San Francisco: Harper and Row, ISBN 0-06-069442-4
- The Divine Conspiracy: Rediscovering Our Hidden Life in God (1998). San Francisco: Harper, ISBN 0-06-069333-9
- Dallas Willard's Study Guide to The Divine Conspiracy Jan Johnson, Keith J. Matthews, and Dallas Willard (2001). HarperOne, ISBN 0060641002
- Hearing God: Developing a Conversational Relationship With God  (1999). InterVarsity Press (USA), ISBN 0-8308-2226-7 (formerly titled In Search of Guidance: Understanding How God Changes Lives ISBN 0-06-069520-X)
- In Cautarea Calauzirii (1990). Wheaton, IL: Societatea Misionara Romana.
- The Spirit of the Disciples (1988). San Francisco: Harper and Row; Korean translation (1993); U.K. edition (1996).
- The Divine Conspiracy (1998) San Francisco: Harper; U.K. edition (1999) Harper Collins.
- Renovation of the Heart: Putting on the Character of Christ (2002). Colorado Springs: NavPress, ISBN 1-57683-296-1
- Renovation of the Heart In Daily Practice: Experiments in Transformation with Jan Johnson (2006). Colorado Springs: NavPress,  ISBN 1576838099
- The Great Omission: Reclaiming Jesus's Essential Teachings on Discipleship (2006). San Francisco: Harper, ISBN 0-06-088243-3
- Knowing Christ Today: Why We Can Trust Spiritual Knowledge (2009). San Francisco: Harper, ISBN 978-0-06-088244-0; British edition: Personal Religion, Public Reality: Toward a Knowledge of Faith (2009). London: Hodder & Stoughton Ltd.
- Hearing God: Developing a Conversational Relationship with God (2012) Westmont, IL: InterVarsity Press, ISBN 978-0-8308-3569-0
- The Allure of Gentleness:  Defending the Faith in the Manner of Jesus (2015) San Francisco: HarperCollins, Press, ISBN 978-0-06-211408-2